# Zbrodnia w Imbramowicach
Zbrodnia w Imbramowicach – masowy mord na około 50-60 osobach narodowości romskiej, dokonany przez okupantów niemieckich 2 lutego 1943 w małopolskiej wsi Imbramowice. 

## Przebieg masakry
Geneza i przebieg mordu znane są przede wszystkim z relacji mieszkanki Imbramowic, Józefy Orczyk. Wspominała ona, że zimą na początku 1943 roku w Imbramowicach stanął cygański tabor. Romskie rodziny znalazły wówczas kwatery u polskich gospodarzy. Utrzymanie niewielkiej społeczności spoczywało głównie na barkach kobiet, które handlowały odzieżą sprowadzaną aż z Czech i Węgier bądź trudniły się żebractwem.
Wieczorem 2 lutego 1943 do tzw. Górnej Kolonii w Imbramowicach przybyła niemiecka ekspedycja karna. Jan Kantyka twierdził, że w akcji tej uczestniczyła specjalna jednostka policyjna zorganizowana w celu przeprowadzania działań represyjnych i pacyfikacyjnych na ziemi olkusko-miechowskiej (tzw. Jagdkommando). Inne źródła podają z kolei, że niemiecki oddział składał się z funkcjonariuszy żandarmerii. Niemcom towarzyszyli polscy „granatowi policjanci”. Napastnicy przyjechali do wsi saniami, oświetlając sobie drogę płonącymi pochodniami . W tym czasie w Imbramowicach przebywali niemal wyłącznie romscy mężczyźni i dzieci, gdyż kobiety udały się po nową dostawę odzieży na handel.
Niemcy spędzili grupę polskich chłopów do sadu należącego do Jana Brzychcyka – gospodarza, który trzymał w swoim obejściu największą liczbę Romów. Mężczyznom polecono wykopać w sadzie zbiorowy grób o wymiarach około 6 metrów na 6 metrów. Jednocześnie rozpoczęła się masakra ludności romskiej. Osoby dorosłe ustawiano czwórkami i rozstrzeliwano, dzieciom rozbijano głowy o narożnik budynku. Pewną liczbę Romów ukrywających się w piwnicy domu Brzychcyka Niemcy mieli wybić przy użyciu granatów. Przerażone ofiary w większości wypadków nie stawiały oporu . Po zakończeniu masakry polskim mężczyznom rozkazano zebrać zwłoki zamordowanych i pogrzebać w sadzie Brzychcyka. Wiele ofiar dawało wciąż oznaki życia, lecz Niemcy rozkazali zakopać rannych żywcem.
Tej nocy Niemcy zamierzali również rozstrzelać ochrzczonego Żyda, który był żonaty z jedną z mieszkanek Imbramowic. Niedoszła ofiara zdołała jednak ujść z życiem. Józefa Orczyk twierdziła, iż Żyd zawdzięczał ocalenie „granatowym policjantom”, którzy celowo strzelali niecelnie, gdy uciekał z miejsca kaźni.
Dokładna liczba ofiar masakry nie jest znana. Józefa Orczyk twierdziła, że 2 lutego 1943 rozstrzelano we wsi 43 osoby. Inne źródła szacowały liczbę zamordowanych Romów na 62. Najprawdopodobniej rzeczywista liczba ofiar sięgnęła 50-60 osób . Owe wyliczenia uwzględniają przy tym siedmiu mieszkańców taboru, których następnego dnia Niemcy ujęli w pobliskim Wolbromiu .

## Epilog
W 1954 roku ciała pomordowanych Romów zostały ekshumowane i przeniesione do zbiorowego grobu na imbramowskim cmentarzu . W latach 70. grób został otoczony płotkiem z metalowych płaskowników. Z upływem czasu stan zaniedbanej mogiły systematycznie się pogarszał, a jej jedynym oznaczeniem pozostawał czarny metalowy krzyż (umieszczona na grobie tablica zaginęła)  . Dopiero w 2013 roku władze gminy Trzyciąż w porozumieniu z przedstawicielami społeczności romskiej zadeklarowały dokonanie rewitalizacji mogiły – m.in. poprzez zainstalowanie tablicy upamiętniającej zbrodnię oraz umieszczenie odpowiednich oznakowań ułatwiających lokalizację grobu .